# Marion Harris
Marion Harris, (Vanderburgh megye vagy Pigeon Township, 1896. április 4. – Manhattan, 1944. április 23.) amerikai dzsesszénekesnő.

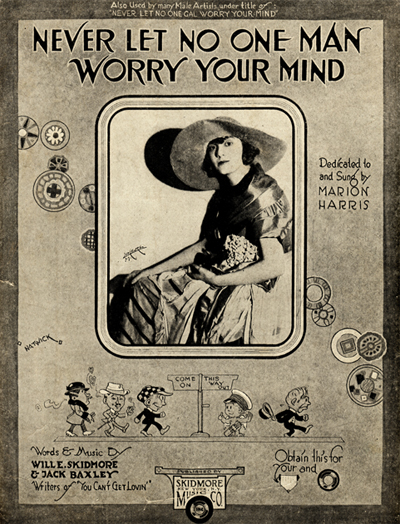

## Pályafutása
Marion Harris Mary Ellen Harrison néven született Indianában. 1914 körül a chicago-i vaudeville-ben és mozikban énekelt. Vernon Castle táncos bemutatta a New York-i színházi közösségnek, ahol egy Irving Berlin-revüben debütált 1915-ben. A Victor Records számára 1916-ban kezdett lemezeket készíteni. Különféle dalokat énekelt. A legnagyobb sikere az „I Ain't Got Nobody” volt (eredeti címe „I Ain't Got Nobody Much” volt). 
1920-ban, miután a Victor Records megakadályozta W. C. Handy St. Louis Bluesának rögzítését, átigazolt a Columbia Recordshoz, és ott vette föl a dalt.
Marion Harrist „a blues királynőjeként” emlegették. Handy azt mondta: „Olyan jól énekelt bluest, hogy az emberek a lemezeit hallva néha azt hitték, hogy az énekesnő színesbőrű.” Harris pedig így erről nyilatkozott: „Általában azt csinálod a legjobban, ami magától jön, ezért természetes módon elkezdtem énekelni déli dialektusú dalokat: blues dalokat.”
Rövid ideig Robert Williams színész volt az első férje. 1921-ben házasodtak össze, majd a következő évben elváltak. lányuk, Mary Ellen Marion Harris Jr. néven énekesnő lett.
1922-ben Marion Harris aláírt a Brunswick Recordsnál. Az 1920-as években továbbra is szerepelt a Broadway mozikban. Rendszeresen játszott a Palace Theatre-ben, szerepelt Florenz Ziegfeld Midnight Frolic című művében, és vaudeville-előadásokkal járta az országot. 1927-ben visszatért a New York-i színházba. Több felvételt készített a Victornál, és szerepelt egy nyolcperces rövidfilmben, Marion Harris: Songbird of Jazz címmel. Játszott egy hollywoodi filmben, a Devil-May-Care című musicalben (1929), Ramón Novarro közreműködésével.
1931-33 között Harris NBC rádióműsorokban szerepelt. Az NBC így emlegette: „The Little Girl with the Big Voice.”
1931 elején Londonban, a Café de Paris-ban lépett fel. Londonban szerepelt az Ever Green című musicalben, amelyet a BBC rádió sugárzott. Az 1930-as évek elején Angliában is készített felvételeket.
A házuk 1941-ben egy német bombatámadás során megsemmisült. 1944-ben New Yorkban neurológiai rendellenessége miatt kezelték. Két hónappal később hazaengedték. 1944. április 23-án halt meg a Le Marquise Hotelben egy tűzben − ami akkor keletkezett, amikor elaludt, miközben ágyban dohányzott.

## Albumok
- The Complete Victor Releases (2000)
- Look for the Silver Lining (2006)

### Kislemezek
(válogatás)
- Look for the Silver Lining
- Left All Alone Again Blues
- Jazz Baby
- St. Louis Blues (W. C. Handy)
- They Go Wild, Simply Wild, Over Me
- Some Sunny Day
- After You've Gone
- It Had to Be You
- I'm Nobody's Baby feat. Paul Biese Orchestra
- There'll Be Some Changes Made
- The Man I Love
- Paradise Blues (George Gershwin, Ira Gershwin)
- Good Man Is Hard to Find
- I Ain't Got Nobody
- I Told You So
- Tea for Two
- I'm a Jazz Vampire
- I Wonder Why
- Good-Bye Alexander (Goodbye Honey Boy)
- Nobody's Sweetheart
- Oo-Oo-Ooh Honey

## Filmek
- Devil-May-Care, R.: Sidney Franklin (1929)
- It's All Over, R.: Howard Bretherton (1930)
- Falling in Love, R.: Monty Banks (1935)

## Fordítás
Ez a szócikk részben vagy egészben  a   Marion Harris című angol Wikipédia-szócikk ezen változatának fordításán alapul.  Az eredeti cikk szerkesztőit annak laptörténete sorolja fel. Ez a jelzés csupán a megfogalmazás eredetét és a szerzői jogokat jelzi, nem szolgál a cikkben szereplő információk forrásmegjelöléseként.